# Сен-Морис-Етюссон
Сен-Морис-Етюссон (фр. Saint Maurice Étusson) — муніципалітет у Франції, у регіоні Нова Аквітанія, департамент Де-Севр. Сен-Морис-Етюссон утворено 1 січня 2016 року шляхом злиття муніципалітетів Етюссон i Сен-Морис-ла-Фужрез. Адміністративним центром муніципалітету є Сен-Морис-ла-Фужрез. Населення — 880 осіб (01.01.2021).